# Embalse del Guájaro
El embalse del Guájaro, conocido también como ciénaga de Guájaro, es una represa de Colombia, con una superficie de 160 kilómetros cuadrados. Se encuentra entre los municipios de Repelón, Manatí, Sabanalarga y Luruaco, en el departamento del Atlántico.

## Generalidades
El Guájaro se encuentra a unos 50 kilómetros al suroeste de Barranquilla, en jurisdicción de los municipios de Repelón, Manatí, Sabanalarga y Luruaco. El espejo de agua se formó al construirse un terraplén de 15 kilómetros de longitud en los cauces de pequeñas ciénagas, el cual está constituido de un revestimiento de taludes compuesto por un millón de bloques de cemento.
Presenta una superficie de 160 kilómetros cuadrados, una capacidad de almacenamiento de 400 millones de metros cúbicos de agua y una capacidad de desagüe de 60 metros cúbicos por segundo con 4 compuertas reguladoras de la entrada y salida de agua. Es considerado una de las reservas de peces más importantes de la región; sin embargo la pesca artesanal intensiva ha llevado a que las especies nativas se vean amenazadas poniendo en peligro la seguridad alimentaría de los pobladores.

## Atracción turística
El embalse del Guájaro cuenta con dos atractivos turísticos, de los cuales uno de ellos se encuentra ubicado en el corregimiento El Porvenir "Las Compuertas", jurisdicción de Manatí. Allí se divisa el pase de agua desde el Canal del Dique. En ese punto se pueden observar pescadores sacando de las corrientes de agua gran variedad de peces. Otro atractivo es el malecón Puerto Bello en el corregimiento de La Peña, jurisdicción de Sabanalarga, ubicado en el extremo norte. En estos lugares los visitantes pueden encontrar restaurantes de comida típica como la mojarra frita y el sancocho de pescado. En el embalse del Guájaro se encuentra la Isla de los Micos, que se divisa desde la carretera a Manatí, y al frente se encuentra la serranía de Punta Polonia, donde aún se conservan especies nativas como el mono y el tigrillo. 